# 印度黃鱔
印度黃鱔為輻鰭魚綱合鰓目合鰓魚科的其中一種，被IUCN列為次級保育動物，分布於亞洲印度西孟加拉邦的淡水流域，體長可達8.5公分，棲息在丘陵溪流，會掘洞築巢。